# مارتن ديو
مارتن ديو (بالإنجليزية: Martin Dew) هو لاعب كرة الريشة بريطاني، ولد في 16 أغسطس 1958.

## وصلات خارجية
- مارتن ديو على موقع BWF.tournamentsoftware.com (الإنجليزية)
- مارتن ديو على موقع BWFbadminton.com (الإنجليزية)
- مارتن ديو على موقع اتحاد ألعاب الكومنولث (مؤرشف) (الإنجليزية)